# Tripogandra saxicola
Tripogandra saxicola là một loài thực vật có hoa trong họ Commelinaceae. Loài này được (Greenm.) Woodson miêu tả khoa học đầu tiên năm 1942.